# إيفون شيري
إيفون شيري (المعروفة أيضًا باسم موناليزا، ولدت في 19 أغسطس 1981)، هي ممثلة تنزانية. في عام 2010 فازت بمهرجان زنجبار السينمائي الدولي عن جائزة «أفضل ممثلة». كما تم ترشيحها لجوائز الترفيه النيجيرية لعام 2011 لأفضل ممثلة أفريقية للعام. تم الاستشهاد بها كواحدة من أفضل الممثلات والرواد في صناعة السينما في تنزانيا. وهي أيضًا مؤسسة شارك مع موناليزا التي تركز على توجيه ودعم الشابات التنزانيات من خلال التوجيه المهني التمثيلي ومنصة لعرض مواهبهن ومديرة مهرجان المرأة الأفريقية للفنون والسينما.

## التعليم
في عام 2002 انضمت إلى المجلس الثقافي البريطاني في تنزانيا للمستوى المتقدم لدراسة اللغة الإنجليزية، وبعد ذلك انضمت إلى كلية ويلناج للتدريب الإعلامي في نيروبي حيث تخرجت بدرجة دبلوم في الاتصال الجماهيري.

## حياتها المهنية
حصلت على لقبها «موناليزا» من أدائها عام 1998 كسيدة شابة تكافح من أجل التوفيق بين حياتها مع عشاقها المتعددين في مسلسل مامبو هايو. في عام 2002، قدمت موناليزا أول فيلم روائي طويل لها في الفيلم المسمى «صديقة حميمة» حيث لعبت دور تومبالي صديقة تيد الحميمة التي اضطرت لتغيير حياتها بعد أن طردها والدها. ثم لعبت أدوارًا في العديد من الأفلام، مثل «صابرينا» (2003) و«معضلة» (2004) و «هي أختي» (2006) و«شبكة». أحد عروضها البارزة هو «الأحد الأسود» الذي حصل على جائزة «أفضل ممثلة» في مهرجان زنجبار السينمائي الدولي لعام 2010 وترشيحها لجائزة أفضل ممثلة أفريقية للعام 2011 في نيجيريا للترفيه.